# Шемчук Віктор Миколайович
Віктор Миколайович Шемчук (20 березня 1937, село Воронівці Теофіпольського району Хмельницької області — 11 березня 2014, Тернопіль?) — депутат Верховної Ради УРСР 11-го скликання.

## Біографія
Народився в родині колгоспників. Батько Микола Степанович Шемчук — за фахом бухгалтер, тривалий час працював бухгалтером місцевого дитячого будинку, з 1936 р. по 1966 р. обіймав посади сільського голови та голови місцевого колгоспу. Учасник німецько-радянської війни, нагороджений орденами і медалями за військову службу та сумлінну працю. Мати — Устина Василівна Шемчук, колгоспниця, ланкова городньої бригади.

## Трудовий шлях
Після закінчення Святецької середньої школи та Львівського технікуму залізничного транспорту (1957 рік), Віктор Миколайович Шемчук за власною ініціативою був розподілений та направлений на роботу до Читинської області, в депо Хілок Забайкальської залізниці. Працював помічником машиніста паровоза на Забайкальській та Туркестано-Сибірській ділянках залізниці. З Читинської області у грудні 1957 його було призвано на строкову службу до лав Радянської армії. Службу проходив з 1957 по 1960 рік у військово-повітряних силах Забайкальського військового округу.
Після звільнення в запас працював у депо Дарниця міста Києва, а згодом, у 1960 році був переведений до локомотивне депо Тернопіль, Львівської залізниці. Розпочав свою трудову діяльність бригадиром Тернопільського локомотивного депо, згодом працював там майстром та старшим майстром, одним із перших пройшов перекваліфікацію і став кваліфікованим машиністом тепловоза.
Член КПРС з 1961 року.

## Політична та громадська діяльність
Із 1966 року — секретар партійного комітету Тернопільського локомотивного депо, найбільшої партійної організації Тернопільської області.
У 1968 році був призначений на посаду завідувача промислово-транспортного відділу Тернопільського міського комітету Компартії України.
У 1972 році закінчив Вищу партійну школу при ЦК КПРС.
З 1973 року — заступник, а з 1977 року — перший заступник голови виконавчого комітету Тернопільської міської ради народних депутатів.
У 1976 році закінчив заочно Тернопільський фінансово-економічний інститут, здобув спеціальність економіста.
У 1980—1981 роках — завідувач відділу легкої, харчової промисловості та торгівлі Тернопільського обласного комітету КПУ.
У 1981—1983 роках — 1-й секретар Тернопільського міського комітету КПУ Тернопільської області.
У 1983 — 15 вересня 1990 року — 2-й секретар Тернопільського обласного комітету КПУ.
Із 1990 року — пенсіонер, проживав у селі Воронівці, Теофіпольського району, Хмельницької області. Помер 11 березня 2014 року, похований в місті Тернополі.
У 1985 р. був обраний депутатом Верховної Ради Української РСР по Бережанському виборчому округу № 512. У Верховній Раді УРСР працював у складі комітету законодавчих ініціатив.
Проекти, реалізовані за ініціативи Віктора Шемчука:
- створення музею Тернопільського локомотивного депо, який згодом набув статусу народного;
- організація і впровадження в м. Тернополі тролейбусного транспорту;
- побудова електропідстанцій та прокладання вуличних енергетичних мереж;
- будівництво шляхопроводів (вулиці  Лозовецька і Заводська);
- будівництво Палаців культури «Березіль» і «Текстильник» (бавовняно-прядильного комбінату);
- будівництво житлових масивів «Східний» і «Сонячний»;
- будівництво міського стадіону;
- будівництво Чортківського цукрового заводу, заводів радіоелектроніки «Сатурн» та «Оріон» у Тернополі;
- зведення Молотківського меморіалу у Ланівецькому районі, Меморіалу «Вічний вогонь» у парку Слави м. Тернополя, будівництво Співочого поля, Гідропарку та ін.;
- будівництво санаторію «Медобори»;
- реалізація проекту поглиблення і очищення Тернопільського ставу, реконструкція набережної, будівництво фонтанів на озері та у місті.

Значним був внесок Віктора Шемчука в організацію Тернопільського приладобудівного інституту (тепер — ТНТУ ім. І.Пулюя), його становлення і розвиток. Завдяки йому із філії Львівського політехнічного інституту він став самостійним навчальним закладом, а згодом Національним технічним університетом.

## Почесні звання та нагороди
Нагороджений медалями «За трудову відзнаку», «За трудову доблесть» та «За доблесну працю».
Почесний громадянин міста Сливена, Республіка Болгарія.
У 2001 році за великий особистий внесок у розбудову і розвиток Тернопільського національного технічного університету ім. І.Полюя Віктору Миколайовичу Шемчуку присвоєно звання Почесного професора.

## Сім'я
Дружина — Шемчук (Басій) Марія Іванівна (20.11.1939 р.- 16.02.2013 р.) — лікар-біохімік. Закінчила Львівське медичне училище та Тернопільський медичний інститут. Працювала у Тернопільському поліклінічному відділенні лікарні Львівської залізниці завідувачем біохімічної лабораторії.
Син Шемчук Ігор Вікторович (16.01.1963 р.н.) — інженер, на пенсії.
Син Шемчук Віктор Вікторович (04.11.1970 р.н.) — юрист, економіст.